# فدس
فُدْس (الاسم العلمي: Tegenaria)، جنس عناكب ساعية من فصيلة العبشوقيات. توجد في نصف الكرة الشمالي باستثناء اليابان وإندونيسيا. وصف لأول مرة من قبل بيير أندريه لاتريل في عام 1804، على الرغم من نقل العديد من أنواعه إلى أجناس أخرى. حيث نقلت أغلب أنواعه إلى جنس Eratigena، بما في ذلك عنكبوت المنزل العملاق (Eratigena atrica) وعنكبوت الأفاق (Eratigena agrestis).